# ۱۸ اردیبهشت
۱۸ اردیبهشت چهل و نهمین روز سال در گاه‌شماری خورشیدی است. به پایان سال ۳۱۶ روز (۳۱۷ روز در سال کبیسه) باقی‌است.

## رویدادها
- ۱۳۵۲ - رقابت ۱۸ اردیبهشت ۱۳۵۲ تیم ملی فوتبال ایران با تیم ملی فوتبال سوریه در مرحله مقدماتی جام جهانی فوتبال ۱۹۷۴ (آسیا و اقیانوسیه)
- ۱۳۹۷ - خروج آمریکا از برجام
- ۱۴۰۰. انفجار تروریستی جلوی مدرسه سیدالشهداء در منطقه برچی کابل. این انفجار هنگام خروج دانش‌آموز دختر و پسر رخ داد و حدود ۱۰۰ قربانی بر جای گذاشت.

## زادروزها
- ۱۳۲۸ - عزت‌الله مهرآوران، بازیگر
- ۱۳۳۱ - فریماه فرجامی، بازیگر
- ۱۳۳۹ - نادیا دلدار گلچین، بازیگر

## درگذشتگان
- ۱۳۳۰ - رشید یاسمی، از استادان و مترجمان
- ۱۳۳۳ - وارطان سالاخانیان، از فعالان حزب توده
- ۱۳۵۸ - غلامرضا کیانپور، وزیر اطلاعات و جهانگردی و دادگستری در کابینه هویدا و جمشید آموزگار و استاندار آذربایجان غربی و استان اصفهان به اتهام محاربه به حکم صادق خلخالی اعدام شد
- ۱۳۵۹ - فرخ رو پارسا، وزیر آموزش و پرورش کابینه دوم و سوم امیرعباس هویدا، به اتهام محاربه با حکم صادق خلخالی اعدام شد
- ۱۳۹۵ - محمدعلی حسین‌زاده، نماینده دوره دهم مجلس شورای اسلامی از حوزه انتخابیه مراغه و عجب‌شیر
- ۱۴۰۰ - منصور اوجی، شاعر
- ۱۴۰۲ - صدرالله فاضلی زارع، شهروند ایرانی که به اتهام سب‌النبی و کفرگویی به اسلام اعدام شد
- ۱۴۰۲ - یوسف مهراد، شهروند ایرانی که به اتهام سب‌النبی و کفرگویی به اسلام اعدام شد
- ۱۴۰۴ - عباس خان‌مختاری، بازیگر
- ۱۴۰۴ - غلامعلی مکتبی، نقاش و تصویرگر